# Битуминозные пески Ориноко
Битумино́зные пески́ Орино́ко, они же нефтено́сные пески́ Орино́ко — залежи нетрадиционной нефти в виде горючих сланцев в районе реки Ориноко в Венесуэле.
Считаются одним из двух крупнейших месторождений нетрадиционной нефти. Второе, битуминозные пески Атабаски, расположено в Канаде. 
Их потенциал в виде нетрадиционной нефти, по оценкам, составляет 1180 млрд баррелей. Эта сумма соответствует примерно 2/3 мировых запасов нефти (в виде нефтеносных сланцев).